# ろ
ろ、ロは、日本語の音節のひとつであり、仮名のひとつである。1モーラを形成する。五十音図において第9行第5段（ら行お段）に位置する。

## 概要

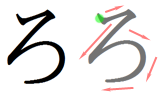
「ろ」の筆順

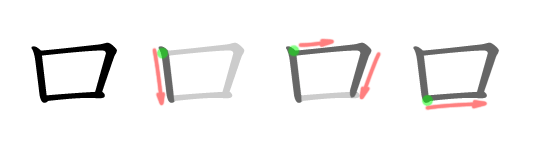
「ロ」の筆順

- 現代標準語の音韻: 1子音と1母音からなる音 /ro/。舌の先で上歯茎付近をはじくことによる有声子音/r/と/お/からなる音。国際音声記号で語中の/r/は歯茎はじき音[ɾ]で記述される。語頭の/r/は接触の持続時間がやや長く歯茎側面はじき音[ɺ]で記述される。
- 五十音順: 第43位。や行い段とえ段のいとえを数に加えると45位。
- いろは順: 第2位。「い」の次、「は」の前。
- 平仮名「ろ」の字形: 「呂」の草体
- 片仮名「ロ」の字形: 「呂」の部分の変化 (若しくは上画。『広辞苑』第6版を参照せよ)
- ローマ字: ro
- 点字:
- 通話表: 「ローマのロ」
- モールス信号: ・−・−
- 手旗信号：7→8

- 発音: ろ[ヘルプ/ファイル]

## ろ に関わる諸事項
- 片仮名の「ロ」は漢字及びその部首である「口」（くちへん）ならびにハングルの子音字母「ㅁ」（미음；ミウム、眉音）と同形である。もともと「ロ」は「呂」の一部から作られているが、「呂」は口部に属する漢字であるため、「口」と同系統の文字と言える（「ㅁ」も同様、口の形に由来する）。
- 片仮名の「ロ」と漢字の「口」とが同形のため、「ロ」の代わりに変体仮名を用いて「口」と区別する事もあった。
- 音楽の音名で、「シ」の音（英語B、ドイツ語H）を表す。→ロ (音名)
- JRなどで用いる車両形式名で、グリーン車ないしA寝台車であることを表す。当初二等車と呼ばれたことからイロハの二番目のロが起用され、一等車、グリーン車ないしA寝台と名称が変わってもそのまま使われている。
- 「ロ」は、フジテレビのテレビ番組である。
- プロ野球中継の点数表示やスポーツ新聞の勝敗表などでは、「ロ」は千葉ロッテマリーンズの略として用いられる。
- 新聞等においてロシアのことを「ロ」と表現する。（例:米ロ関係）教科書などでは日露戦争も「日ロ戦争」と表現する場合がある。